# Senhorio de Biscaia

Antigo brasão da casa de Haro, titulares do Senhorio de Biscaia entre os séculos XI e XIV. A sua composição foi herdada por numerosos municípios da Biscaia.

O Senhorio de Biscaia (em castelhano Señorío de Vizcaya) foi uma forma de organização política que se manteve na atual província de Biscaia até ao ano 1876, quando foram prorrogados os foros. Era uma dependência de Castela, embora com legislação e governo próprios; o Senhorio de Biscaia manteve a organização tradicional que se vinha praticando nessa região, brindando os seus cidadãos com um estatuto próprio e alguns privilégios que os tornavam diferentes das restantes possessões do Reino de Castela.
Após a anexação do Condado de Castela por Sancho III de Navarra (1029), Biscaia passa a ser governada por senhores nomeados pelos reis navarros.
A 1040, Íñigo Lopes, tenente era tenente e governava a Biscaia nuclear (sem as comarcas Las Encartaciones e Duranguesado). Durante os confrontos entre Castela e Navarra, declara-se vassalo do Rei de Castela, entregando-lhe Biscaia, e é nomeado, em agradecimento, primeiro Senhor de Biscaia, título outorgado com carácter hereditário.
O título foi herdado pelos seus descendentes até que, por herança materna, em 1370, recai no Infante D. João de Castela, que herda do seu pai o Reino de Castela, como João I, tornando-se desde então ligado à Coroa, primeiro à de Castela e, desde Carlos I, à de Espanha, sempre com a condição de que o Senhor em posse jurasse defender e manter os foros do Senhorio (leis biscaínas próprias) que, no seu texto, afirmavam que os biscaínos, pelo menos teoricamente, podiam desobedecer ao seu Senhor, caso este não o fizesse.
As relações dos senhores da Biscaia com os reis de Castela fizeram deles senhores das terras de Haro em La Rioja pois eles favoreciam os interesses de Castela nos conflitos entre Pamplona e Navarra.
Os senhores possuíam poder limitado e, como os monarcas navarros antes deles, deveriam prestar juramento em Gernika em como respeitariam o  fuero (foral, em basco: forua) quando herdassem tal honra. 
Após o senhorio ter sido herdado pela dinastia castelhana em 1370, os Reis de Castela e mais tarde os Reis da Espanha continuam a ter que prestar juramento da mesma maneira

## Senhores de Biscaia

### Lendários
De acordo com Lope García de Salazar, houve cinco Senhores de Biscaia antes dos aceites historiograficamente como primeiros, os quais se designam, os históricos:
- Jaun (Lope) Zuria.
- O seu filho Munso ou Nunso López
- O filho deste, Ínigo Esquira.
- Lope Díaz, filho de Iñigo Esquira
- Dom Sancho, filho de Lope Diaz

E, a partir daqui, a relação coincide com a histórica, iniciando-se com Ínigo Esquirra, que poderá ser considerado como o sexto Senhor de Biscaia, e que era irmão bastardo de Dom Sancho

### Históricos

Brasão de armas do Rei de Espanha como senhor de Biscaia

- Íñigo Lopes, primeiro senhor de Biscaia (1040-1076)
- Lope Íñiguez, segundo senhor de Biscaia (1076-1093)
- Diego Lopes I de Haro, terceiro senhor de Biscaia (1093-1124)
- Lope Díaz I de Haro, quarto senhor de Biscaia (1124-1170)
- Diego Lopes II de Haro, quinto senhor de Biscaia (1170-1214)
- Lope Díaz II de Haro, sexto senhor de Biscaia (1214-1236)
- Diego Lopes III de Haro, sétimo senhor de Biscaia (1236-1254)
- Lope Díaz III de Haro, oitavo senhor de Biscaia (1254-1288
- Diego López IV de Haro, nono senhor de Biscaia (1288 e 1289)
- María Díaz de Haro, décimo senhor de Biscaia (1289-1295)
- Diego López V de Haro "O Intruso", décimo primeiro senhor de Biscaia (1295-1310)
- María Díaz de Haro, regressou ao governo do senhorio depois do arrebatamento pelo seu tio (1310-1322)
- Juan de Haro "O Torto", décimo segundo senhor de Biscaia (1322 e 1326)
- María Díaz de Haro, reassumiu o senhorio após a morte do seu filho (1326-1333)

Casa de Borgonha
- Afonso XI de Castela (1333-1334)

Casa de Haro
- María Díaz II de Haro, partilhando-o com o seu marido Juan Núñez de Lara (1334 e 1349).

Casa de Lara
- Juan Núñez de Lara (1334-1350)
- Nuño de Lara (1351-1355)
- Juana de Lara (1355-1359)

Casa de Trastâmara
- Telo Afonso de Castela (1355-1369?)
- João I de Castela (1369?-1379)

- A partir daqui, o título permanece ligado à Coroa de Castela e, mais tarde, à de Espanha, sendo ainda hoje ostentado pelo Rei Filipe VI.